# KONE
KONE er en international ingeniør- og servicevirksomhed med omkring 55.000 ansatte. Virksomheden blev grundlagt i 1910 og med hovedkvarter i Espoo, Finland.
Virksomheden er mest kendt for at producere elevatorer, men har for eksempel også aktier i lastbilfabrikken Sisu.